# Kunihiko Takizawa
Kunihiko Takizawa (født 20. april 1978) er en tidligere japansk fodboldspiller.
Han har spillet for flere forskellige klubber i sin karriere, herunder Nagoya Grampus Eight og Yokohama FC.